# 圣雅纳略方尖碑

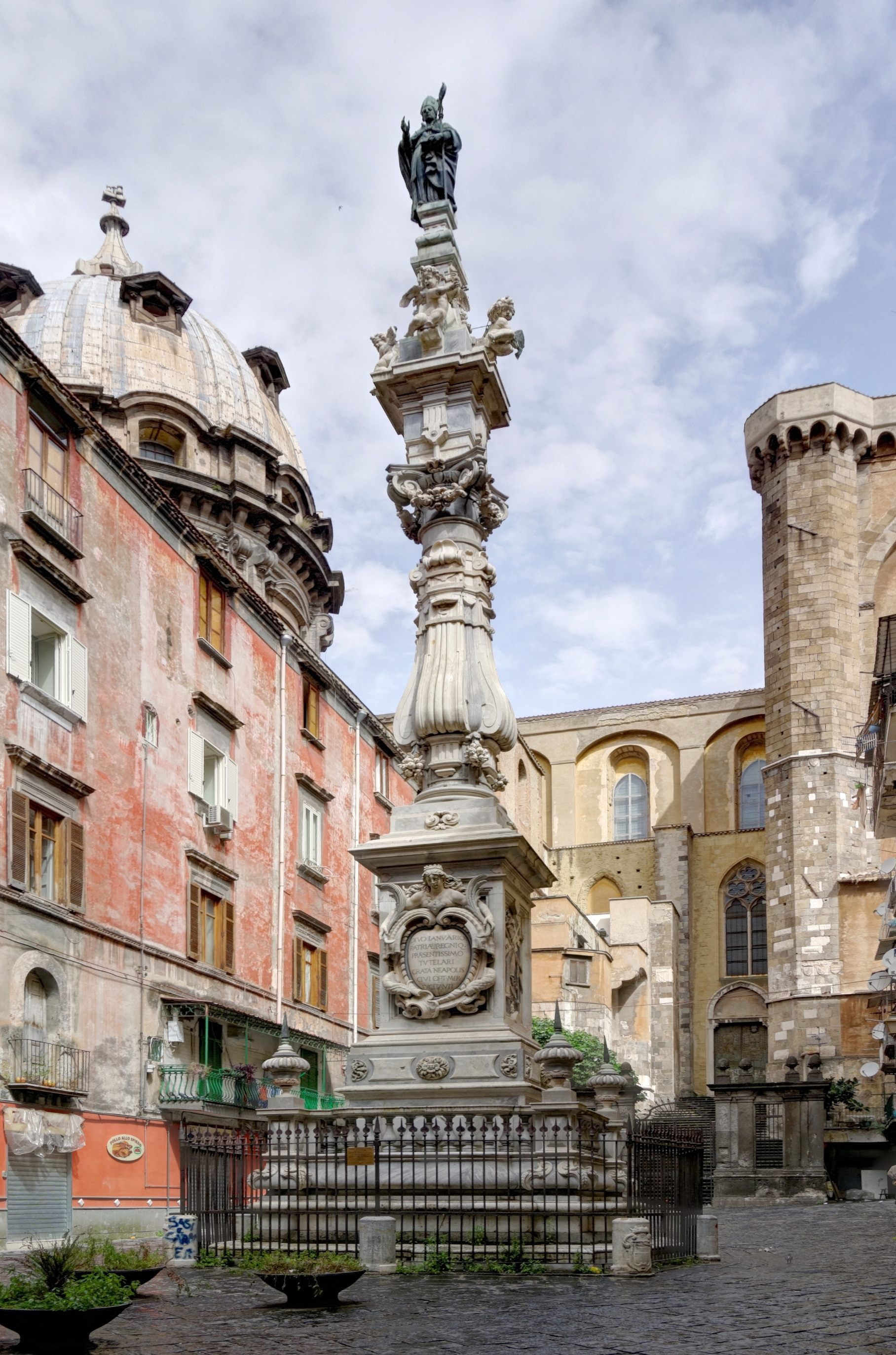
圣雅纳略方尖碑

圣雅纳略方尖碑（意大利语：Obelisco di San Gennaro）是那不勒斯最古老的一座方尖碑，位于以西斯托·里亚里奥·斯福尔扎枢机主教命名的西斯托·里亚里奥·斯福尔扎广场（Piazza Sisto Riario Sforza）。它始建于1636年，这是那不勒斯最伟大的巴洛克建筑师科西莫·范扎戈的作品，

## 历史
圣雅纳略方尖碑始建于1636年，以感谢城市在1631年维苏威火山喷发时安然无恙。项目委托给建筑师科西莫·范扎戈（Cosimo Fanzago），工程到1660年才完成。

## 描述
圣雅纳略方尖碑包括各种形状的柱体，装饰华丽，顶部矗立着圣雅纳略的雕像。

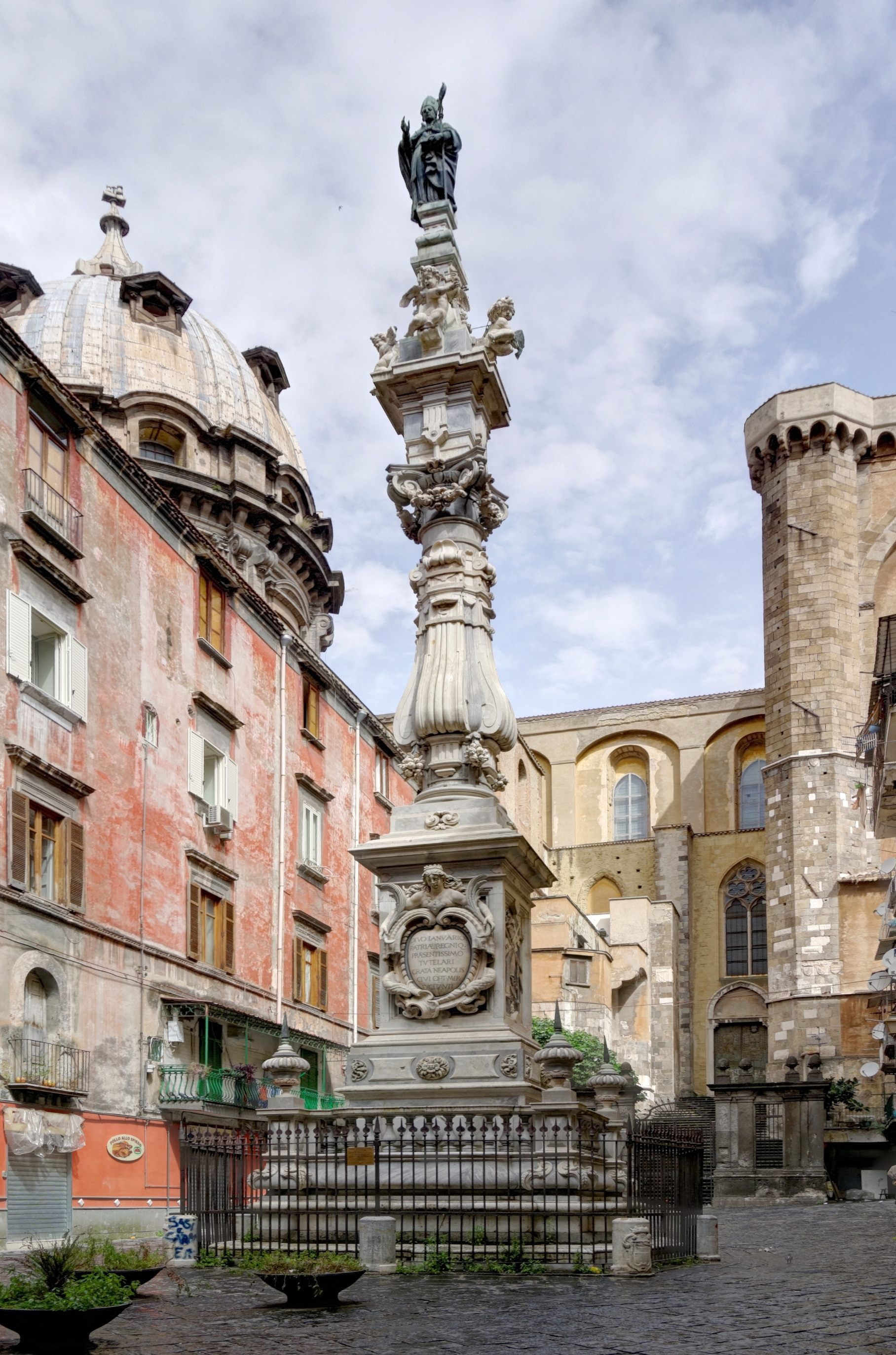
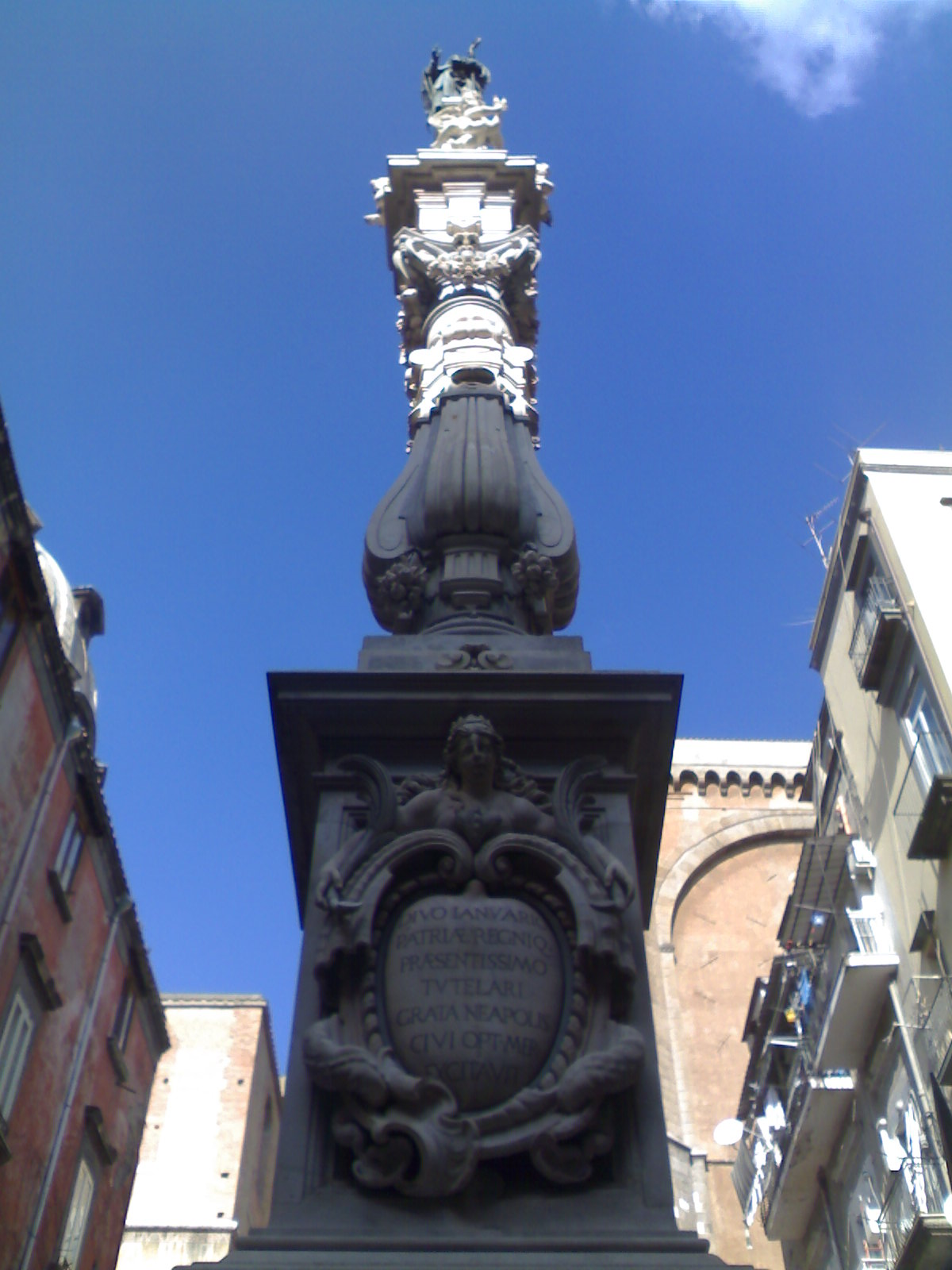
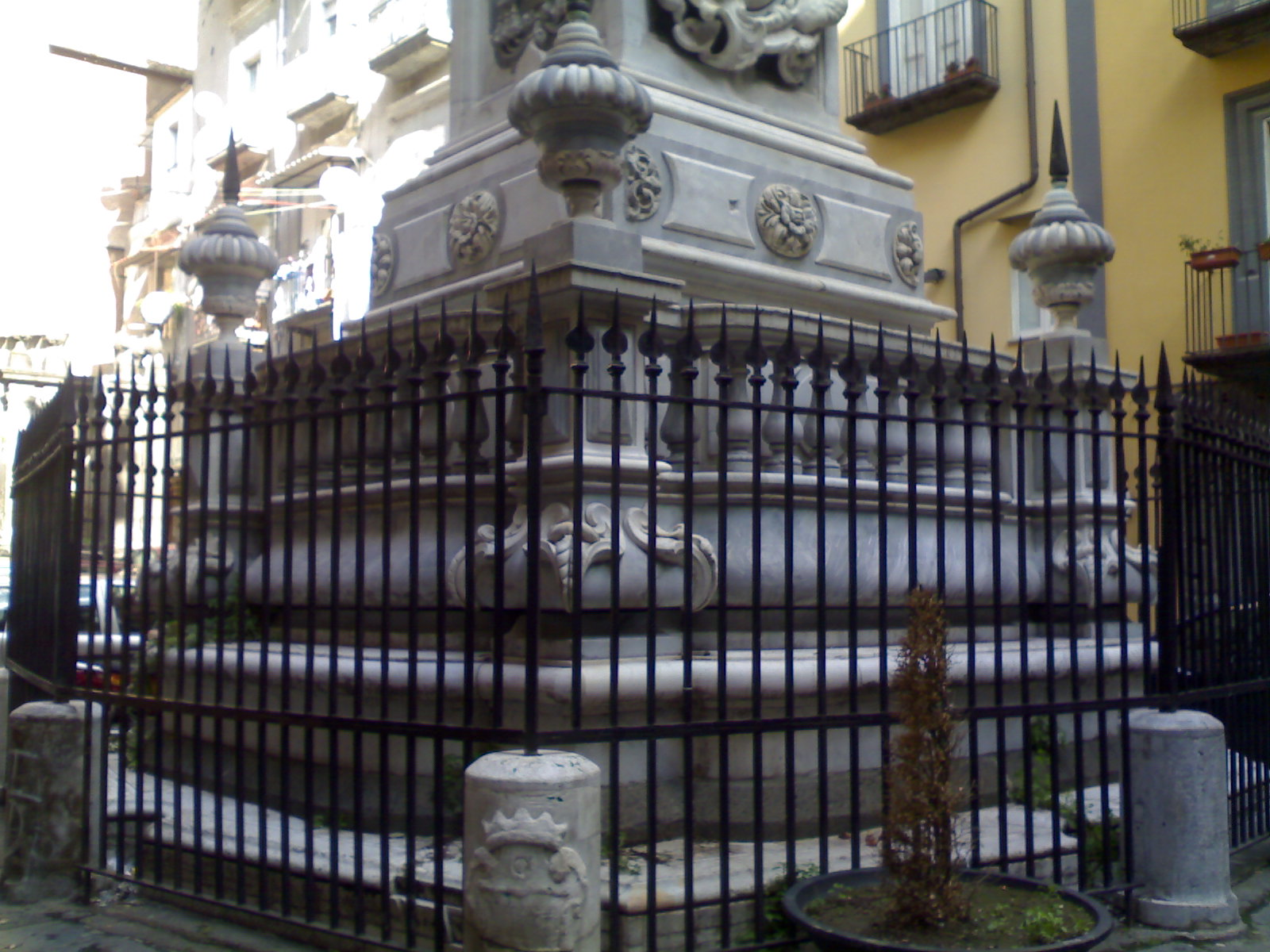
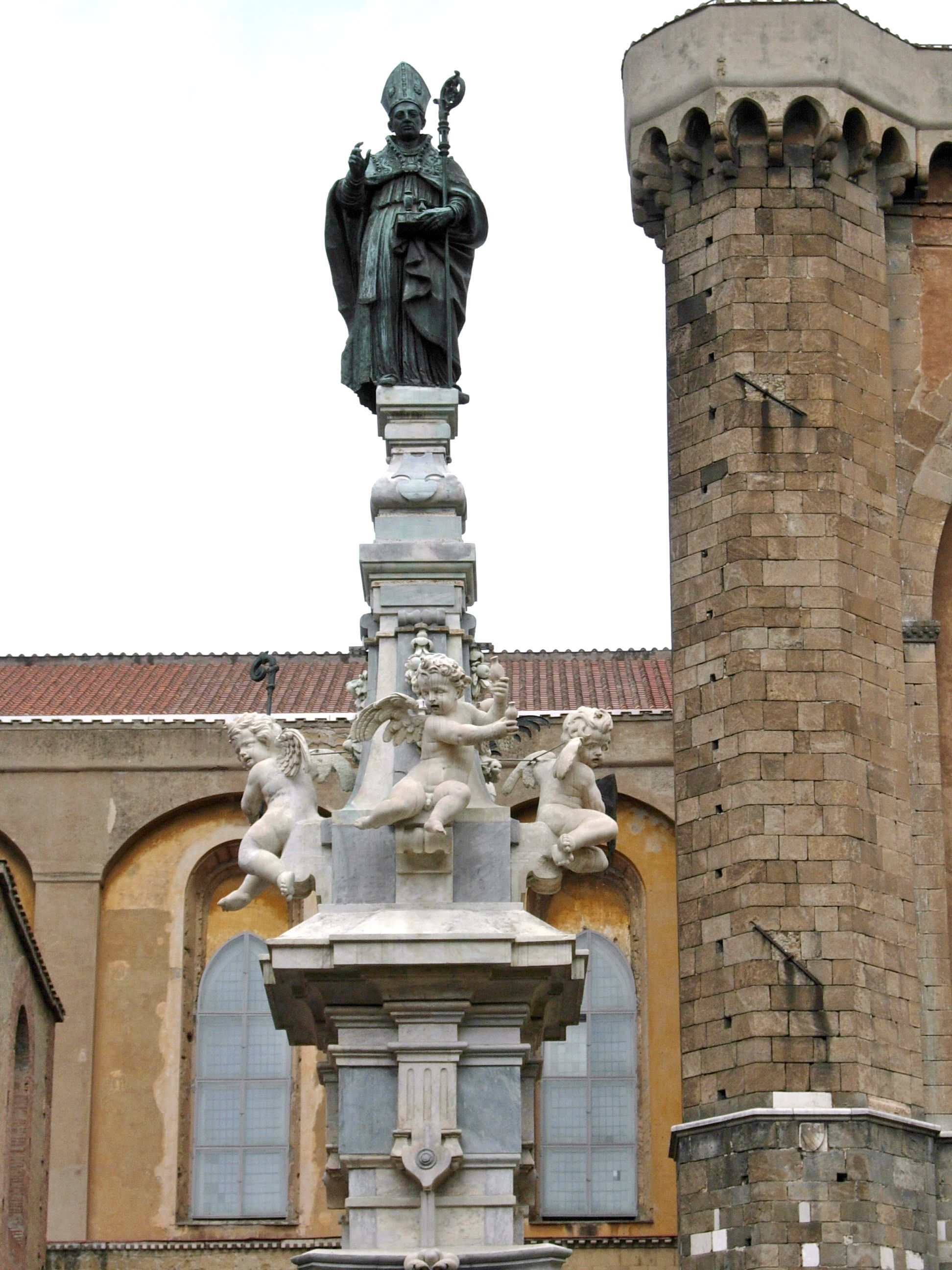